# Chrysocrambus chrysonuchelloides
Chrysocrambus chrysonuchelloides là một loài bướm đêm trong họ Crambidae.